# Виктор Гавриков
Виктор Гавриков е литовски шахматист, гросмайстор от 1984 г. Към януари 2008 г. има ЕЛО коефициент от 2513, непроменян от юли 2007 г., поради липса на играни партии на международната сцена. Състезавал се е още от името на Съветския съюз и Швейцария.

## Шахматна кариера
През 1978 г. взима участие на първенството по шахмат на Литва, проведено във Вилнюс. Спечелва титлата заедно с още един литовски шахматист. През 2000 г. пак спечелва литовския шампионат, заедно с още един сънародник.
Успешно играе в шампионата на Съветския съюз в годините 1985 – 1986. През 1985 г. става шампион на СССР, заедно с Михаил Гуревич и Александър Чернин. На следващата година заема втората позиция в крайното класиране зад победителя Виталий Цешковски.
През 1985 г. участва на междузоналния турнир в Тунис. Завършва на 4 – 5-а позиция заедно с Александър Чернин с постигнати 9,5/16 точки. Двамата шахматисти играят плейоф в Москва през същата година, за да определят, кой ще участва в турнира на претедентите. Гавриков губи срещата с 2,5:3,5 т.
След като емигрира в Швейцария през 1992 г., получава правото да участва във вътрешния шампионат на страната. През 1996 г. на швейцарското първенство по шахмат, проведено в град Ароса, Гавриков заема първата позиция.

## Турнирни резултати
- 1989 – Западен Берлин (1-во място)
- 1990 – Бил (1-во място)
- 1991 – Женева (1-во място)
- 1994 – Бил (1-во място)
- 2001 – Талин (2-ро място, след Константин Сакаев на турнира „Мемориал Паул Керес“)
- 2001 – Гьотеборг (1-во място)